# 汶萊—英國關係

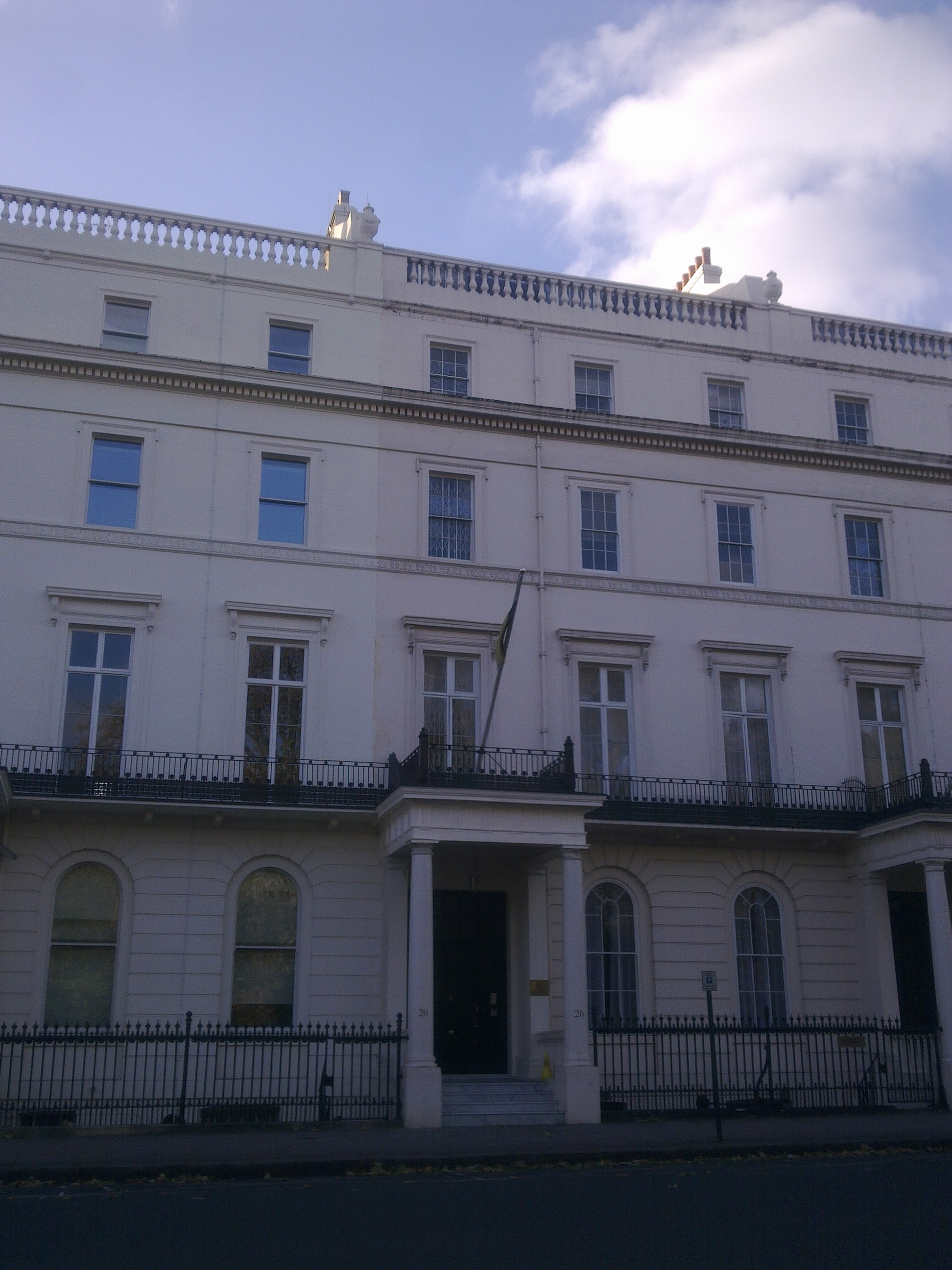
文莱驻伦敦高级专员署

汶萊－英國關係指的是文莱达鲁萨兰国和大不列颠及北爱尔兰联合王国之间的双边关系。文莱在伦敦设有一个高级专员署，英国在斯里巴加湾市设有一个高级专员署。两国都是英联邦成员，有着共同的历史，两国关系可以追溯到19世纪，友好而牢固。

## 教育关系
目前，有1700 - 2000名文莱人在英国学习，两国的大学之间有合作关系，英国是许多文莱人留学的热门选择。

## 经济关系
在经济方面，英国和文莱有双边贸易关系。文莱对英国的出口总额约为1亿英镑。英国还积极鼓励文莱的小企业将他们的产品带到国际市场。英国还表示有兴趣加入文莱已经加入的《全面与进步跨太平洋伙伴关系协定》，该协定将进一步加强和发展英国和文莱之间的贸易关系。

## 防务关系
在文莱从大英帝国独立之前，双方就有非常牢固的防务关系。英国在文莱设有驻军，其中有英国陆军和皇家空军人员，他们定期与文莱皇家武装部队合作并提供帮助。这种防务合作包括设备销售、培训、军事和情报交流和援助以及经验分享。文莱苏丹本人是皇家空军的荣誉空军元帅和皇家海军的荣誉海军上将。